# Borzyszewo (województwo pomorskie)
Borzyszewo – kolonia w Polsce położona w województwie pomorskim, w powiecie gdańskim, w gminie Przywidz. 
W latach 1975–1998 miejscowość należała administracyjnie do województwa gdańskiego.